# Carlo Federico di Holstein-Gottorp
Carlo Federico di Holstein-Gottorp (Stoccolma, 30 aprile 1700 – Rolfshagen, 18 giugno 1739) è stato duca di Schleswig-Holstein-Gottorp.

## Biografia

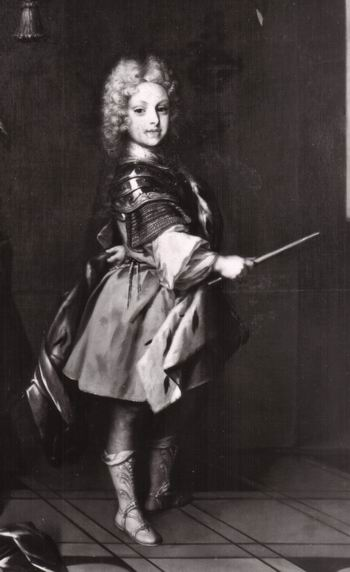
Carlo Federico da bambino.

Figlio di Federico IV di Holstein-Gottorp e di sua moglie, Edvige Sofia, figlia di Carlo XI di Svezia, divenne duca nell'infanzia, alla morte del padre in battaglia, nel 1702 sotto la reggenza della madre
Risiedette con la madre a Stoccolma, mentre il ducato fu affidato ad amministratori locali: nel corso della Grande guerra del nord, infatti i danesi ne occuparono la parte settentrionale, compresa la storica residenza di famiglia, il castello di Gottorp.
Nel 1718, alla morte del re Carlo XII di Svezia, suo zio materno, fu presentato come pretendente alla corona svedese, ma un'altra sua zia Ulrica Eleonora (1689-1741) rivendicò il trono per sé e Carlo Federico si trasferì alla corte russa, aspettando di poter ereditare il regno alla morte della zia, che era senza eredi. Morì invece prima di lei e lasciò i propri diritti al trono al figlio, infante.
Nel 1720 la Svezia e il regno di Danimarca e Norvegia firmarono il trattato di Frederiksborg, con il quale la Svezia si impegnò non supportare ulteriormente l'Holstein-Gottorp. Il duca si oppose al trattato, che lo poneva nella posizione di ribelle e che gli precludeva i diritti al trono, soprattutto perché non avrebbe più potuto contare sul sostegno svedese per la riconquista dello Schleswig, la parte a nord del ducato tedesco.
Sposò la granduchessa Anna Petrovna Romanova, figlia maggiore dello zar Pietro I e della sua seconda moglie, di umili origini, la futura Caterina I di Russia (Marta Skavronskaja). Nel 1727, come comandante delle guardie di palazzo a San Pietroburgo, alla morte della suocera, aveva tentato di ottenere il trono alla moglie, ma quest'azione non ebbe successo.
Loro figlio Carlo Pietro Ulrico, che gli succedette come duca di Holstein-Gottorp alla sua morte nel 1739, sarebbe tuttavia divenuto zar nel 1762 con il nome di Pietro III.

## Discendenza
Carlo Federico ed Anna ebbero un unico figlio:
- Carlo Pietro Ulrico (1728 – 1762), fu dichiarato zaraevič dalla zia l'imperatrice Elisabetta e diventerà il futuro Zar Pietro III. Per volere di Elisabetta sposa Sofia Federica di Anhalt-Zerbst che verrà chiamata Caterina Aleksevna su imposizione della stessa Elisabetta dopo la sua conversione alla chiesa ortodossa di russia.

Sei mesi dopo la morte di Elisabetta, Caterina organizzò con Griglrij Orlov, ufficiale d'artiglieria e suo amante, una congiura per spodestare suo marito l'imperatore Pietro III ed essere incoronata Imperatrice con il nome di Caterina II.

## Ascendenza
|                                       |                           |                                                       | Genitori                          |  |  | Nonni |  |  | Bisnonni                         |  |  | Trisnonni                           |  |
|                                       |                           |                                                       |                                   |  |  |       |  |  | Federico III di Holstein-Gottorp |  |  | Giovanni Adolfo di Holstein-Gottorp |  |
|                                       |                           |                                                       |                                   |  |  |       |  |  | Federico III di Holstein-Gottorp |  |  | Giovanni Adolfo di Holstein-Gottorp |  |
|                                       |                           | Augusta di Danimarca                                  |                                   |  |  |       |  |  | Federico III di Holstein-Gottorp |  |  |                                     |  |
| Cristiano Alberto di Holstein-Gottorp |                           |                                                       |                                   |  |  |       |  |  | Federico III di Holstein-Gottorp |  |  |                                     |  |
|                                       |                           | Maria Elisabetta di Sassonia                          | Giovanni Giorgio I di Sassonia    |  |  |       |  |  |                                  |  |  |                                     |  |
|                                       |                           | Maria Elisabetta di Sassonia                          | Giovanni Giorgio I di Sassonia    |  |  |       |  |  |                                  |  |  |                                     |  |
|                                       |                           | Maria Elisabetta di Sassonia                          | Maddalena Sibilla di Hohenzollern |  |  |       |  |  |                                  |  |  |                                     |  |
| Federico IV di Holstein-Gottorp       |                           | Maria Elisabetta di Sassonia                          |                                   |  |  |       |  |  |                                  |  |  |                                     |  |
|                                       |                           | Federico III di Danimarca                             | Cristiano IV di Danimarca         |  |  |       |  |  |                                  |  |  |                                     |  |
|                                       |                           | Federico III di Danimarca                             | Cristiano IV di Danimarca         |  |  |       |  |  |                                  |  |  |                                     |  |
|                                       |                           | Federico III di Danimarca                             | Anna Caterina del Brandeburgo     |  |  |       |  |  |                                  |  |  |                                     |  |
| Federica Amalia di Danimarca          |                           | Federico III di Danimarca                             |                                   |  |  |       |  |  |                                  |  |  |                                     |  |
|                                       |                           | Sofia Amelia di Brunswick-Lüneburg                    | Giorgio di Brunswick-Lüneburg     |  |  |       |  |  |                                  |  |  |                                     |  |
|                                       |                           | Sofia Amelia di Brunswick-Lüneburg                    | Giorgio di Brunswick-Lüneburg     |  |  |       |  |  |                                  |  |  |                                     |  |
|                                       |                           | Sofia Amelia di Brunswick-Lüneburg                    | Anna Eleonora d'Assia-Darmstadt   |  |  |       |  |  |                                  |  |  |                                     |  |
| Carlo Federico di Holstein-Gottorp    |                           | Sofia Amelia di Brunswick-Lüneburg                    |                                   |  |  |       |  |  |                                  |  |  |                                     |  |
|                                       | Carlo X Gustavo di Svezia | Giovanni Casimiro del Palatinato-Zweibrücken-Kleeburg |                                   |  |  |       |  |  |                                  |  |  |                                     |  |
|                                       | Carlo X Gustavo di Svezia | Giovanni Casimiro del Palatinato-Zweibrücken-Kleeburg |                                   |  |  |       |  |  |                                  |  |  |                                     |  |
|                                       | Carlo X Gustavo di Svezia | Caterina Vasa                                         |                                   |  |  |       |  |  |                                  |  |  |                                     |  |
| Carlo XI di Svezia                    | Carlo X Gustavo di Svezia |                                                       |                                   |  |  |       |  |  |                                  |  |  |                                     |  |
|                                       |                           | Edvige Eleonora di Holstein-Gottorp                   | Federico III di Holstein-Gottorp  |  |  |       |  |  |                                  |  |  |                                     |  |
|                                       |                           | Edvige Eleonora di Holstein-Gottorp                   | Federico III di Holstein-Gottorp  |  |  |       |  |  |                                  |  |  |                                     |  |
|                                       |                           | Edvige Eleonora di Holstein-Gottorp                   | Maria Elisabetta di Sassonia      |  |  |       |  |  |                                  |  |  |                                     |  |
| Edvige Sofia di Svezia                |                           | Edvige Eleonora di Holstein-Gottorp                   |                                   |  |  |       |  |  |                                  |  |  |                                     |  |
|                                       |                           | Federico III di Danimarca                             | Cristiano IV di Danimarca         |  |  |       |  |  |                                  |  |  |                                     |  |
|                                       |                           | Federico III di Danimarca                             | Cristiano IV di Danimarca         |  |  |       |  |  |                                  |  |  |                                     |  |
|                                       |                           | Federico III di Danimarca                             | Anna Caterina del Brandeburgo     |  |  |       |  |  |                                  |  |  |                                     |  |
| Ulrica Eleonora di Danimarca          |                           | Federico III di Danimarca                             |                                   |  |  |       |  |  |                                  |  |  |                                     |  |
|                                       |                           | Sofia Amelia di Brunswick-Lüneburg                    | Giorgio di Brunswick-Lüneburg     |  |  |       |  |  |                                  |  |  |                                     |  |
|                                       |                           | Sofia Amelia di Brunswick-Lüneburg                    | Giorgio di Brunswick-Lüneburg     |  |  |       |  |  |                                  |  |  |                                     |  |
|                                       |                           | Sofia Amelia di Brunswick-Lüneburg                    | Anna Eleonora d'Assia-Darmstadt   |  |  |       |  |  |                                  |  |  |                                     |  |
|                                       |                           | Sofia Amelia di Brunswick-Lüneburg                    |                                   |  |  |       |  |  |                                  |  |  |                                     |  |